# Jean-Pierre Luminet
Pour les articles homonymes, voir Luminet.
Jean-Pierre Luminet, né le 3 juin 1951 à Cavaillon, est un astrophysicien, conférencier, écrivain et poète français, spécialiste de réputation internationale des trous noirs et de la cosmologie. Il est directeur de recherche émérite au CNRS, membre du Laboratoire d'astrophysique de Marseille (LAM), après avoir été longuement membre du Laboratoire Univers et Théories (LUTH) de l’Observatoire de Paris-Meudon, auquel il reste affilié. L'astéroïde (5523) Luminet porte son nom en hommage à ses travaux. Membre de plusieurs académies et sociétés savantes, il est lauréat de nombreux prix, notamment pour ses conférences et ouvrages de vulgarisation scientifique. En complément de ses activités scientifiques, Jean-Pierre Luminet est reconnu publiquement dans plusieurs activités artistiques, littéraires et musicales.

## Biographie

### Jeunesse et études
Jean-Pierre Luminet est né à Cavaillon où il passe sa jeunesse avec son frère, sa sœur et ses parents enseignants. C'est sous le ciel provençal que naissent ses multiples passions.
Il effectue sa scolarité au pensionnat Saint-Charles et au lycée Ismaël-Dauphin à Cavaillon, puis au lycée Thiers à Marseille. Il est ensuite diplômé en mathématiques de l’université d'Aix-Marseille.
Il rejoint en 1976 l'Observatoire de Paris-Meudon pour commencer une thèse de doctorat en astrophysique sous la direction de Brandon Carter. Après quelques mois passés au Department of Applied Mathematics and Theoretical Physics de l'université de Cambridge, où il côtoie Stephen Hawking, il soutient sa thèse, intitulée « Singularités en cosmologie » en 1977 à l'université de Paris 7.

### Parcours de chercheur

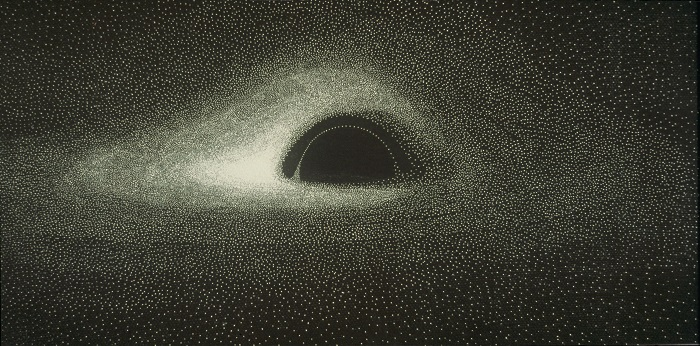
Première simulation numérique d'un trou noir entouré d'un disque d'accrétion, calculée par J.-P. Luminet en 1978 (Astronomy & astrophysics, 75, 228, 1979).

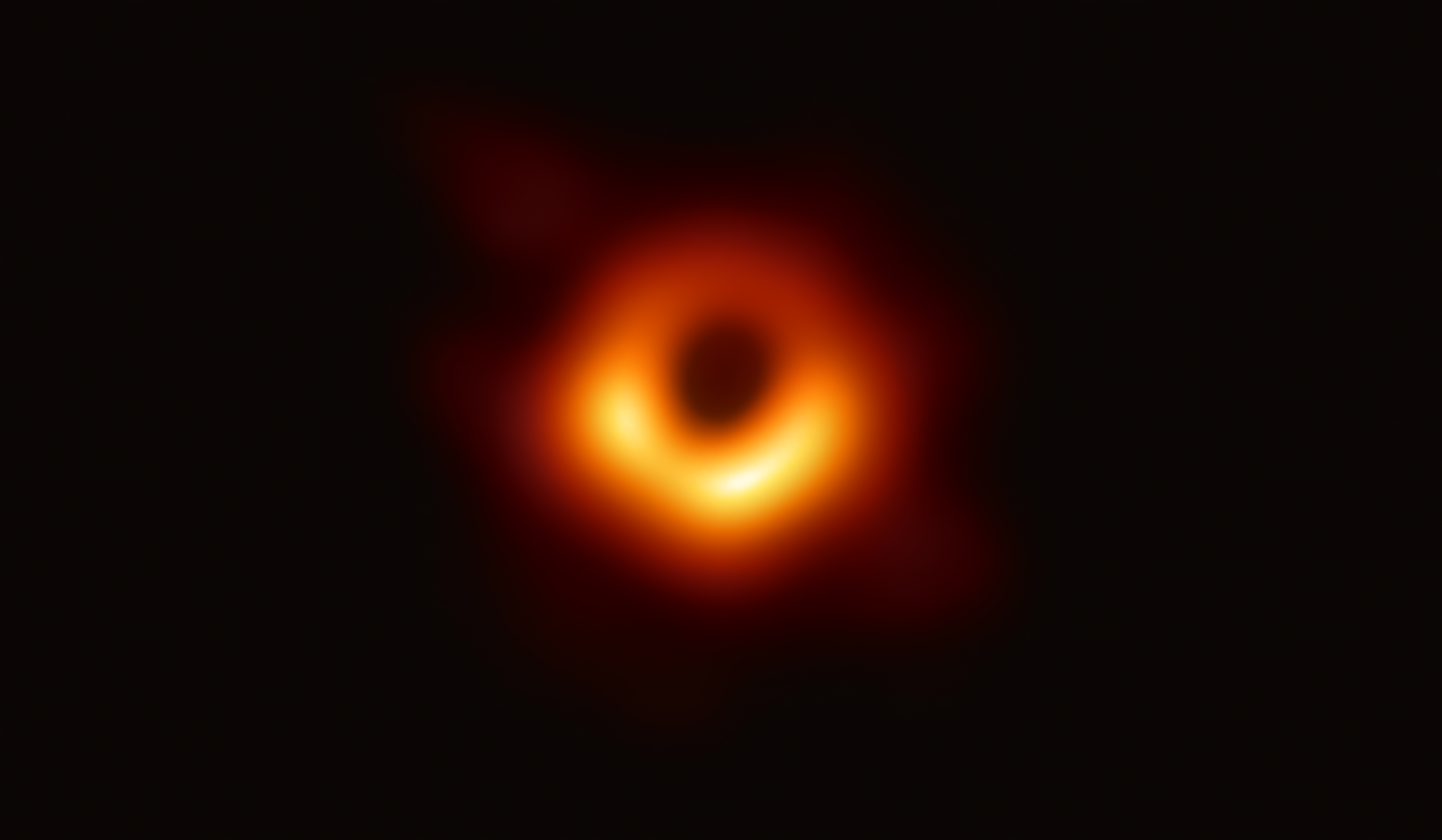
Première image télescopique du trou noir M87*, obtenue par l'Event Horizon Telescope et publiée en avril 2019.

En 1979, il obtient un poste de recherche permanent au CNRS et développe l'essentiel de ses activités scientifiques à l'Observatoire de Paris jusqu'en 2014, avant de rejoindre le Laboratoire d'astrophysique de Marseille. Dans l'intervalle, il est chercheur invité à l'université de São Paulo au Brésil (1984 et 1988), à l'université de Berkeley en Californie (1989-1990) et à l'Observatoire européen austral (ESO) au Chili (2005).
Il est en 1979 le premier à simuler les distorsions optiques causées par le champ gravitationnel d'un trou noir entouré d'un disque d'accrétion, produisant une photographie virtuelle en noir et blanc sans l'aide d'outils informatiques modernes. Il précise que son image pourrait s'appliquer au trou noir supermassif situé au centre de la galaxie elliptique M87. Entre 1989 et 1992, son collaborateur Jean-Alain Marck généralise son travail en produisant une série de simulations numériques sous différents angles de vue, en fausses couleurs et animées. En fournissant en avril 2019 la première image télescopique de l'ombre du trou noir M87* et de son disque d'accrétion, le Consortium international Event Horizon Telescope démontre, trente ans plus tard, la justesse des calculs de Luminet.
Il est parmi les premiers à étudier en 1982, avec le physicien Brandon Carter, les effets du passage d'une étoile au voisinage d'un trou noir supermassif et introduit le concept de « tidal disruption event » (TDE). Dans une série d'articles publiés dans la revue Nature en 1982, dans Astronomy & Astrophysics en 1983 et de manière plus générale dans Astrophysical Journal Supplement en 1986, ils montrent que ce phénomène peut se traduire par une destruction de l'étoile sous forme de « crêpe stellaire » en raison des effets de marée intenses causés par la proximité du trou noir, causant une réactivation des réactions nucléaires au sein des débris de celle-ci et pouvant donner lieu à une signature observationnelle de ce type de trou noir dans des galaxies lointaines.
Luminet poursuit ses travaux avec divers collaborateurs et étudiants, prédisant notamment le phénomène de compressions multiples pour certaines orbites stellaires relativistes et celui de « supernova maréale » (tidal supernova). La théorie des TDE est confirmée à partir de 2004 grâce aux satellites Chandra et XMM-Newton,, qui observent des sursauts de luminosité provenant de l'accrétion de débris stellaires par un trou noir massif situé au cœur de galaxies à noyau actif (AGN) comme NGC 5128 ou NGC 4438. Le modèle peut aussi expliquer la supernova super lumineuse atypique SN 2015L, mieux connue sous le nom de code ASASSN-15lh, interprétée comme la détonation maréale d'une naine blanche juste avant d'être absorbée par un trou noir de masse intermédiaire.
Il commence à publier des articles, en 1995, sur la topologie de l'Univers, en collaboration avec plusieurs chercheurs, dont Marc Lachièze-Rey, Roland Lehoucq, Alain Riazuelo, Jean-Philippe Uzan et Jeffrey Weeks. Il traduit l'idée que l'Univers puisse être d'extension spatiale finie mais sans bord par le terme d'« Univers chiffonné », bien que ce terme ne soit guère utilisé par la communauté scientifique, qui lui préfère celui de topologie non simplement connexe.
Il propose, en 2003, d'interpréter certaines anomalies dans les anisotropies du fond diffus cosmologique observées par le satellite WMAP comme résultant de la signature que l'Univers aurait une courbure spatiale positive et la topologie d'un espace dodécaédrique de Poincaré,.
En 2014, dans le cadre des théories de gravité quantique, il publie une analyse critique du principe holographique et de la correspondance AdS/CFT. 
En 2017, Il est chercheur associé au Centre de physique théorique (CPT) de Marseille.
En 2020 sort L'Écume de l'espace-temps, ouvrage de synthèse présentant sept approches différentes en gravitation quantique : la gravité quantique à boucles, la théorie des cordes, les ensembles causaux, les triangulations dynamiques causales, la gravité à sécurité asymptotique, la gravité entropique et la géométrie non-commutative, à laquelle il donne sa préférence.

### Histoire des sciences et diffusion des connaissances
Jean-Pierre Luminet est un spécialiste de l'histoire de la cosmologie et en particulier de l'émergence du concept du Big Bang, soulignant dans plusieurs ouvrages et articles le rôle fondateur joué par le cosmologiste et chanoine belge Georges Lemaître. En 2018, l'Union astronomique internationale (IAU) recommande que la loi de Hubble, qui relie la vitesse d'expansion de l'Univers à la distance et sous-tend toute la cosmologie relativiste moderne, soit rebaptisée loi de Hubble-Lemaître.
Il est connu du grand public francophone pour ses nombreux ouvrages de vulgarisation et ses talents de conférencier, qui lui ont valu plusieurs prix notamment le prix européen de la communication scientifique 2007, le prix Kalinga et la médaille Einstein de l'UNESCO en 2021.

### Engagements politique et philosophique
En avril 2019, il apporte publiquement son soutien au mouvement Solidarité et Progrès de Jacques Cheminade.
Il a été membre de l'Université interdisciplinaire de Paris.

### Décoration
- 2007 :  Officier de l'ordre des Arts et des Lettres, pour ses activités de poète, essayiste, romancier et scénariste, dans une œuvre voulant lier science, histoire, musique et art

## Activités artistiques

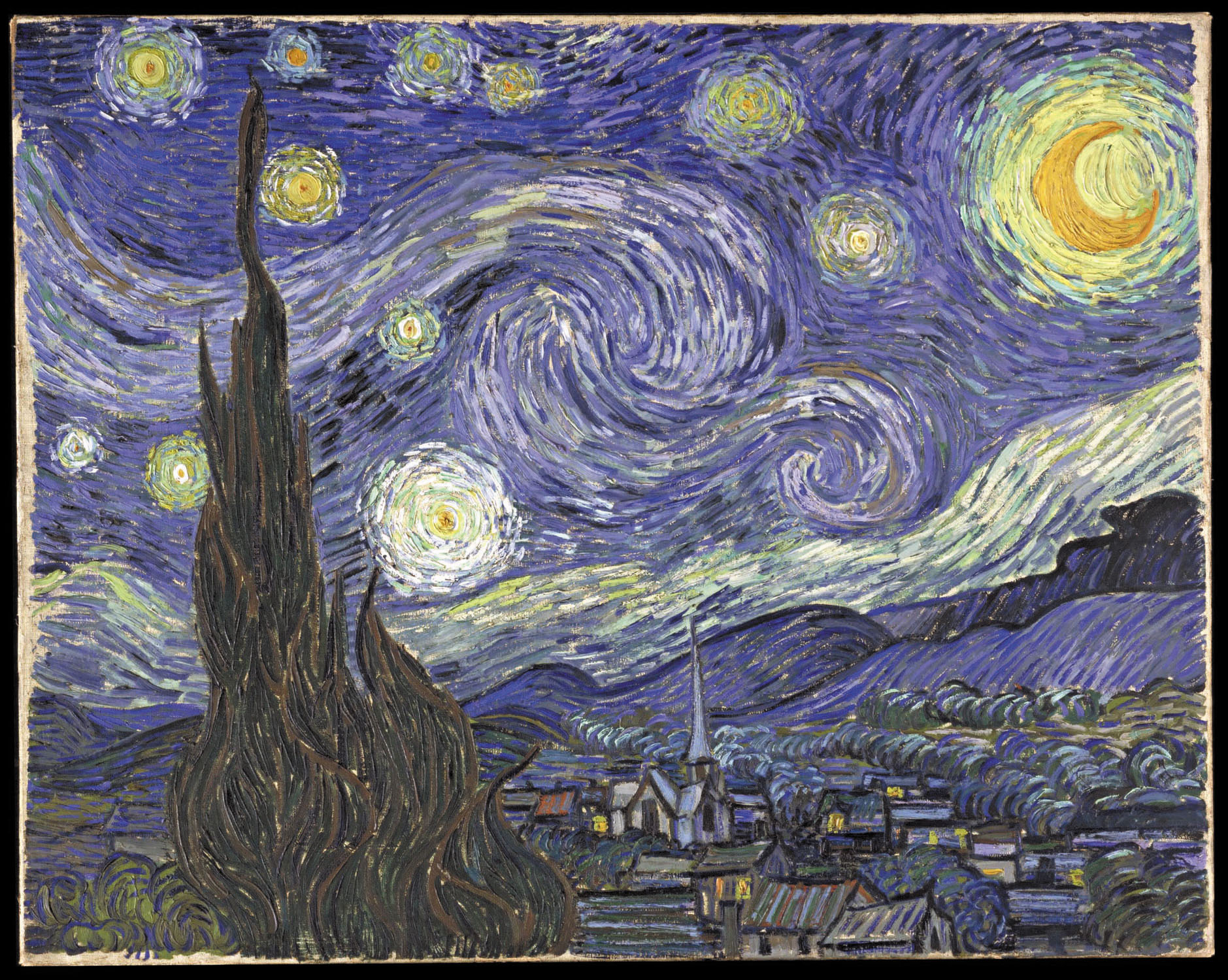
Exemple de lien entre la cosmologie et l'art que Jean-Pierre Luminet recherche et affectionne avec l’œuvre La Nuit étoilée (Saint-Rémy-de-Provence) de Vincent van Gogh en 1889 dont il a déterminé la date précise de réalisation par la correspondance entre les positions des astres représentés et les positions données par ordinateur.

Jean-Pierre Luminet a publié une quinzaine d’essais, sept romans et sept recueils de poèmes, traduits en une douzaine de langues, ainsi que des CD, des DVD et des documentaires pour la télévision. Il est aussi musicien, graveur et sculpteur. Il a collaboré avec des compositeurs comme Gérard Grisey, Hèctor Parra, Régis Campo ou Karol Beffa.

### Arts plastiques

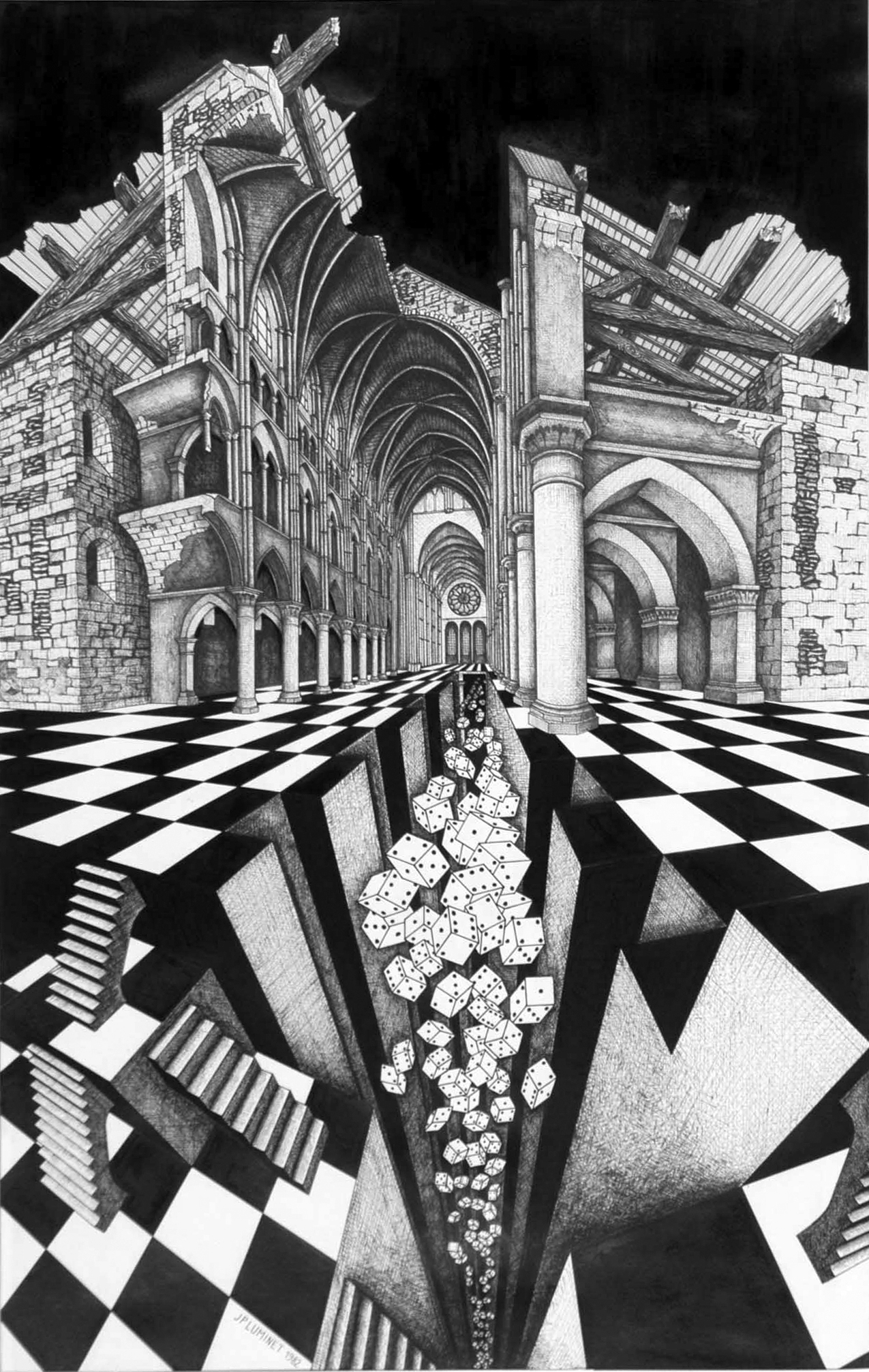
Dessin à l'encre de Chine de Jean-Pierre Luminet représentant le tissu de l'espace-temps creusé par le puits gravitationnel d'un trou noir. La cathédrale en ruines symbolise l'effondrement du monde classique, statique et déterministe, au profit d'un monde relativiste, dynamique et probabiliste. Au fond, l'inconnu (1982).

Jean-Pierre Luminet pratique le dessin, la gravure (apprise avec Jean Delpech à l'École polytechnique) et la sculpture.
Il a exposé ses œuvres à plusieurs reprises, en France et à l'étranger, notamment : 
- 1982 : Deux dessinateurs de l'Imaginaire : Gérard Méresse et Jean-Pierre Luminet, Bibliothèque Trocadéro, Paris
- 1994 : L'Encre et le Fer, centre culturel de Meudon
- 1996 : Entre art et science, la création[19], Fondation Dosne-Thiers, Paris
- 2000 : Visions de l'espace, Université de Mons-Hainaut, Mons
- 2005 : L'Œuvre au noir, Collegio Cairoli, Pavie[20]
- 2010 : Strange Universes, vidéo montage[21], Universitatea Nationale de Arte de Bucarest
- 2022 : Le Cosmos de Jean-Pierre Luminet[22], Espace Andrée Chedid[23], Issy-les-Moulineaux, 18 janvier-26 février 2022.

Des analyses de son œuvre graphique ont été faites par Martin Kemp, professeur d'histoire de l'art à l'université d'Oxford, dans la section « Books and Art » de la revue britannique Nature et un livre sur les intuitions structurelles en art et en science.
Plus généralement, Luminet étudie la relation entre les principes esthétiques et l’étude du cosmos à travers l’œuvre d’artistes,.

### Littérature
Entre 1998 et 2015, Jean-Pierre Luminet a publié sept romans historiques retraçant les vies et les œuvres des grandes figures de l’histoire de l'astronomie, de l’Antiquité jusqu’au siècle des Lumières.
- Le Bâton d'Euclide (2002) est l’histoire romancée de la bibliothèque d'Alexandrie et des savants, poètes et philosophes qui y ont œuvré, du mathématicien Euclide à l’astronome Ptolémée. C’est un hommage à la transmission des savoirs par-delà les clivages idéologiques et religieux[28].
- Ulugh Beg, l’astronome de Samarcande (2015) conte un épisode méconnu de l’astronomie arabe au XVe siècle centré sur la vie du petit-fils de Tamerlan, le prince et astronome Ulugh Beg qui a payé de sa vie sa passion pour les étoiles. Le roman traite notamment des conflits entre science et religion[29].
- Le Secret de Copernic (2006) est le récit romancé de la vie de Nicolas Copernic qui, au XVe siècle, a révolutionné l’astronomie en affirmant que la Terre n’est pas au centre de l’univers, mais tourne autour du Soleil comme les autres planètes.
- La Discorde céleste (2008) se déroule à la fin du XVIe siècle, au Danemark et à Prague, et relate l’affrontement entre deux génies de l’astronomie, Tycho Brahe et Johannes Kepler.
- L’Œil de Galilée (2009) raconte comment le télescope de Galilée et l’œil théorique de Johann Kepler ont découvert le ciel chacun à leur façon. L’astronomie nouvelle est née de cette heureuse mais paradoxale conjonction.
- La Perruque de Newton (2010) dévoile la face cachée de l'exceptionnel génie scientifique Isaac Newton, qui a dévoilé les lois de la gravitation universelle, la réfraction de la lumière et le calcul infinitésimal, mais a passé plus de temps à mener des expériences alchimiques, à étudier la théologie et la chronologie des religions anciennes qu’à pratiquer les sciences naturelles[30].
- Le Rendez-vous de Vénus se déroule au XVIIIe siècle et au début du XIXe siècle, le narrateur est Joseph Jérôme Lefrançois de Lalande. Une partie de l'histoire se déroule durant la guerre de Sept Ans. Le roman relate le retour de la comète de Halley, après la mort d’Edmond Halley, et la difficulté de coordonner les observations des deux transits de Vénus, qui se produisent une fois par siècle, à environ 8 ans d'écart.

Les quatre romans consacrés à Copernic, Kepler, Galilée et Newton ont par la suite été regroupés en un seul volume intitulé Les Bâtisseurs du Ciel. Comme il l’écrit, sa série romanesque « se veut un hymne à la science, au plaisir et à la hardiesse d’esprit. C’est à ces hommes d’exception que nous devons la première image d’un cosmos qui est toujours le nôtre – celle d’un univers démesuré, et cependant mesurable par l’intelligence et l’imagination créatrice. »

### Musique
En collaboration avec le compositeur Gérard Grisey, il a conçu le spectacle musical et astronomique Le Noir de l'Étoile, pour 6 percussionnistes, bande magnétique et retransmission in situ de signaux astronomiques (Éditions Ricordi, 1991). L'œuvre intègre les battements métronomiques de pulsars captés par un radiotélescope dans une musique écrite pour six percussionnistes. Son enregistrement par les Percussions de Strasbourg a obtenu le Grand prix du Disque de l'Académie Charles Cros 2004.
En 2010, il a initié une collaboration avec Karol Beffa, à partir de son Premier concerto pour piano, écrit à l'attention de Boris Berezovski.
En 2011, il commence une collaboration avec Hèctor Parra, qui compose la pièce d'orchestre Caressant l’horizon, inspirée par les ouvrages de Luminet. En 2017, Luminet écrit le scénario pour la nouvelle pièce de Parra intitulée Inscape. Composée pour un ensemble de 16 solistes, grand orchestre et électronique, l'œuvre décrit un voyage imaginaire à travers un trou noir géant. Elle est créée en 2018 à Barcelone, puis Paris, Lille et Cologne.
Par ailleurs, plusieurs de ses poèmes ont été mis en musique, notamment par Thérèse Brenet, Pascal Jugy et Régis Campo. Il est membre du conseil scientifique du Centre européen de musique.
Son livre Du piano aux étoiles (2021) retrace son parcours musical et décrit les nombreuses interactions qu'il a eues avec le milieu de la musique contemporaine.

### Collaborations artistiques
Jean-Pierre Luminet a collaboré avec de nombreux artistes (graveurs, plasticiens, sculpteurs, musiciens).
Dans le domaine de la poésie, il a publié La Nuit brûle en 1999 et Lumière en 2013 avec des créations de Brigitte Tartière ; en 2010, De Natura avec une gravure de Marc Pessin ; en 2011, Trous noirs et couronnes lumineuses avec sept gravures de Vladimír Škoda ; en 2014, Variations sur la nature des choses avec des sérigraphies de Bernard Louvel.

### Ouvrages scientifiques et essais
- 1987 : Les Trous Noirs, Belfond/Sciences, Paris; 1992 : Les Trous Noirs, nouvelle édition révisée, Le Seuil/Points Sciences, Paris traduit en espagnol (Agujeros Negros, Alianza Editorial, 1991), italien (I Buchi Neri, Marco Nardi, 1992), anglais (Black Holes, Cambridge University Press, 1992), chinois (Hei Dong, Hunan Press, 1995), allemand (Schwarze Löcher, Vieweg Verlag, 1997), grec ( ENA ASTERI PETHAINEI, Travlos, Athènes, 2006).
- 1994 : La Physique et l'infini avec Marc Lachièze-Rey, Paris, Flammarion, coll. « Dominos »traduit en grec (Travlos, Athènes, 1998), portugais (A Fisica e o Infinito, Lisbonne, Institut Piaget, 1998)
- 1997 : Essais de Cosmologie, Le Seuil/Sources du Savoir, Paris Prix spécial du Livre d'Astronomie 1998.
- 1998 : Figures du Ciel avec Marc Lachièze-Rey, BNF/Seuil, Paris Prix du “ Beau Livre ” scientifique de “Sciences et Vie” 1999 Prix spécial du Livre d’astronomie 1999 traduit en anglais (Celestial Treasury, Cambridge University Press, 2001).
- 1999 : Éclipses, les rendez-vous célestes avec Serge Brunier, Paris, Bordas traduit en anglais (Glorious Eclipses, Cambridge University Press, 2001).
- 2001 : L'Univers chiffonné, Fayard, Paris; édition réactualisée, 2005 - Gallimard/coll. « Folio essais » traduit en portugais (Sentido e segredos do Universo, Instituto Piaget, Lisbonne, 2003), italien (La segreta geometria del cosmo, Raffaello Cortina Editore, Milano, 2004), américain (The Wraparound Universe, AK Peters, 2008), chinois (Hunan Science and Technology Press, 2016).
- 2002 : Le Feu du ciel : météores et astéroïdes tueurs, Paris, Le Cherche-Midi; Astéroïde (édition de poche), Le Seuil/Points Sciences, 2005 Prix du livre d'astronomie 2003 traduit en coréen (Henamu Pub. Co, 2008).
- 2004 : L'Invention du Big Bang, Le Seuil/Points Sciences, Paris - 2e édition revue et actualisée, 2014 traduit en italien (L’Invenzione del Big Bang, Dedalo, 2006), espagnol (La invención del big bang, RBA, Barcelone, 2012).
- 2005 : L'Univers chiffonné, édition réactualisée, Fayard, Paris - Gallimard/coll. « Folio essais ».
- 2005 : De l'infini avec Marc Lachièze-Rey, Dunod, Paris - Édition de poche : Le Seuil/Points Sciences, 2009 traduit en italien (Finito o Infinito, Raffaello Cortina, Milan, 2006), coréen (Henamu Pub. Co., 2007).
- 2006 : Le Destin de l'univers : Trous noirs et énergie sombre, Fayard, Paris - Édition de poche revue: Gallimard/coll. « Folio essais », 2010 traduit en chinois (Post and Telecom Press, 2017).
- 2009 : Bonnes nouvelles des étoiles avec Élisa Brune, Paris, Odile Jacob (Prix Manley-Bendall de l’Académie nationale des sciences de Bordeaux) - Édition de poche : Odile Jacob, 2011.
- 2011 : Illuminations, Odile Jacob, Paris traduit en espagnol (Cosmología : La belleza y el orden del universo,  Crítica México, 2018).
- 2012 : Astéroïdes : la Terre en danger, Paris, Le Cherche-Midi.
- 2015 : L’Univers en 100 questions, Paris, Éditions Tallandier, coll. « Texto ».
- 2016 : De l’infini - horizons cosmiques, multivers et vide quantique, avec Marc Lachièze-Rey, Dunod, Paris - Édition de poche Ekho, 2019.
- 2016 : Dialogues sous le ciel étoilé, avec Iolande Cadrin Rossignol et Hubert Reeves, Paris, Robert Laffont.
- 2019 : Chroniques de l'espace, Paris, France Inter/Le Cherche-Midi. Édition de poche : Pocket, 2020.
- 2020 : L’écume de l’espace-temps, Paris, Odile Jacob. Édition de poche : Odile Jacob, 2024.
- 2021 : Du piano aux étoiles, une autobiographie musicale, Paris, Le Passeur.
- 2022 : Les trous noirs en 100 questions, Paris, Tallandier. Édition de poche : Texto, 2024.
- 2023 : Les nuits étoilées de Vincent van Gogh, Paris, Seghers. Traduit en japonais (Tokyo, 2024)
- 2023 : Journal idéoclaste, Noves, Le chien qui passe.
- 2024 : The Big Bang Revolutionaries : The Untold Story of Three Scientists Who Reenchanted Cosmology, Seattle, Discovery Institute Press.

Le site officiel de Jean-Pierre Luminet présente ses ouvrages scientifiques, avec la quatrième de couverture.

### Romans
- 1999 : Le Rendez-vous de Vénus, Paris, J.-C. Lattès – Livre de Poche, 2001 traduit en espagnol, coréen, allemand, grec.
- 2002 : Le Bâton d'Euclide, Paris, J.-C. Lattès – Livre de Poche, 2005 (Prix du roman scientifique du festival d'Orsay 2002) traduit en espagnol, grec, allemand, tchèque, néerlandais, coréen, italien.
- 2006 : Les Bâtisseurs du ciel, Tome 1, Le Secret de Copernic, JC Lattès, Paris - Livre de poche, 2008 (Prix Océanes de la ville du Havre 2007) traduit en espagnol, portugais, polonais, lituanien.
- 2008 : Les Bâtisseurs du ciel, Tome 2, La Discorde céleste : Kepler et le trésor de Tycho Brahé, Paris, JC Lattès - Livre de poche, 2009, traduit en espagnol.
- 2009 : Les Bâtisseurs du ciel, Tome 3, L'Œil de Galilée, Paris, JC Lattès - Livre de poche, 2010 traduit en italien, bengali.
- 2010 : Les Bâtisseurs du ciel, Tome 4, La Perruque de Newton, Paris, JC Lattès - Livre de poche, 2011 (Prix littéraire européen 2010 de l’Association des Écrivains de Langue Française), traduit en italien.
- 2015 : Ulugh Beg, l'astronome de Samarcande, Éditions Jean-Claude Lattès (Prix littéraire Fulbert de Chartres 2016), traduit en italien.
- 2022 : Histoires extraordinaires et insolites d'astronomes (nouvelles), Paris, Buchet-Chastel. Traduit en italien.

Le site officiel de Jean-Pierre Luminet présente ses ouvrages littéraires, avec la quatrième de couverture.

### Poésies
- 1980 : Elle, suivi de Rythmes, Guy Chambelland.
- 1989 : Griphes, suivi de Topiques, chez Gérard Oberlé, Manoir de Pron.
- 1993 : Noir soleil, Paris, Le Cherche-Midi.
- 1996 : Les Poètes et l'Univers, Paris, Le Cherche-Midi.
- 2004 : Itinéraire céleste, Paris, Le Cherche-Midi.
- 2012 : La Nature des choses, Paris, Le Cherche-Midi.
- 2014 : Un trou énorme dans le ciel, Paris, Éditions Bruno Doucey.
- 2020 : Indicateur de la ligne du ciel, Paris, Le Cherche-Midi.

Le site officiel de Jean-Pierre Luminet présente ses ouvrages poétiques avec des extraits.

### Préfaces
- À André Balland, La Terre mandarine, réédition du « Journal d’un voyage au Nord pour déterminer la Figure de la Terre » par l’abbé Outhier, Paris, Le Seuil, 1994.  (ISBN 978-2020224789).
- À Le Grand Livre du ciel, collectif édité par P. de la Cotardière et R. Ferlet, Paris, Bordas, 1999.  (ISBN 978-2040272388).
- À Roland Lehoucq, D’où viennent les pouvoirs de Superman ?, Paris, EDP Sciences, 2003.  (ISBN 978-2868836717).
- À Sur les épaules des géants, présenté par Stephen Hawking, Paris, Dunod, 2003, rééd. 2014. (ISBN 978-2100716692).
- À Frédéric Chaberlot, La Voie lactée, Paris, CNRS Éditions, 2003.  (ISBN 978-2271061003).
- À Maurice Couquiaud, L’horizon poétique de la connaissance, Paris, L’Harmattan, 2003.  (ISBN 978-2747549059).
- À Le passage de Vénus, collectif édité par Jean-Eudes Arlot, Paris, Dunod, 2004.  (ISBN 9782759801282).
- À Yaël Nazé, Les couleurs de l’univers, Paris, Belin, 2005.  (ISBN 978-2701141121).
- À Cavaillon, Porte du Lubéron, Marseille, Éditions Crès, 2008.  (ISBN 978-2-753-700598).
- À La Physique, collection « L’Anthologie du Savoir vol. 5 », Paris, Le Nouvel Observateur/CNRS Éditions, 2010.  (ISBN 978-2-271-07176-7).
- À Antoine Vigne, Le livre de l’espace, Paris, Éditions Courtes et Longues, 2014.  (ISBN 978-2352901303).
- À Clara Clivaz-Charvet, La métaphore par-delà l’infini, Éditions Peter Lang Gmbh, 2016.  (ISBN 978-3-0343-2027-6).
- À Edgar Poe, Eurêka, trad. Ch. Baudelaire, réédition, Paris, Dunod, 2017.  (ISBN 978-2100760176).
- À Thomas Kuhn, La Structure des révolutions scientifiques, réédition, Paris, Flammarion coll. « Champs », 2018.  (ISBN 978-2081396012).
- À Jean Letourneur, Sculpture et Chaos, Paris, Éditions Connaissances et Savoirs, 2018.  (ISBN 978-2753905979).
- À Big Bang, de l'origine à l'avenir de l'univers (collectif), Glénat Editions, 2022.  (ISBN 978-2344054062).
- À La vie dans le cosmos (collectif), Glénat Editions, 2023.
- À Jacques Lacarrière, L'envol d'Icare, Paris, Seghers, 2023.
- À Chantal Balkowski et Daniel Lacomme, Le peintre et l'astronome : regards croisés, Omniscience, 2024.
- À Les exoplanètes et les corps célestes étranges (collectif), Paris, Glénat Livres, 2024.
- À Thierry Aymès, Dialogues avec moi-même, Noves, Le chien qui passe, 2024.
- À Diane Letourneur, Jeunes années, Editions Maïa, 2024.

### Documentaires scientifiques
- 1996 : Infiniment courbe avec Laure Delesalle et Marc Lachièze-Rey. Documentaire CNRS audiovisuel.
- 1999 : Vagabondes du ciel avec Mathias Ledoux et Véronique Ataly. Documentaire réalisé par ARTE télévision.
- 2001 : Les Contes de l’Univers, avec Véronique Ataly, 13x13min, System TV/La Cinquième.
- 2007 : J.-P. Luminet, l’enfant qui voulait voir l’invisible (Série « Si la recherche m’était contée », vol. 1), DVD, CNRS/Ed. Gallimard.
- 2009 : Vers une nouvelle théorie de l’univers, avec Marc Lachièze-Rey, réal. Laure Delesalle, CNRS Images.
- 2010 : Du big bang au vivant, avec Hubert Reeves, réal. D. Blaquière et I. Rossignol, ECP Productions, Montréal, Canada.
- 2011 : L’Univers est-il accessible à nos sens ? avec Carlo Rovelli, sur Universcience.tv.
- 2012 : Is There an Edge to the Universe ? « Through the Wormhole with Morgan Freeman Season 2 Ep. 2 », Prod. Discovery’s Science Channel (Nominated for the 2012 Emmy Awards for Outstanding Science and Technology Programming).

### Collaborations
- 2011 : Weepers Circus, N'importe où, hors du monde (2011). Il s'agit d'un livre-disque dans lequel participe une quarantaine d'invités aux titres d'auteurs ou d'interprètes: Jean-Pierre Luminet y signe un texte inédit (non mis en musique) consacré à sa propre interprétation de ce titre énigmatique de « N'importe où, hors du monde ».

## Distinctions

### Récompenses
- 1994 : Prix du meilleur film de vulgarisation et prix du public du festival de Palaiseau, prix d'excellence scientifique au festival du film scientifique de Montréal pour Infiniment Courbe
- 1998 : Prix spécial du jury du livre d'astronomie de Haute Maurienne pour Essais de cosmologie
- 1999 :
  - Grand prix du film de vulgarisation scientifique et prix Teleciencia du festival de Vila Real (Portugal), grand prix du film de vulgarisation scientifique au festival d'Orsay pour Vagabondes du ciel
  - Prix Georges-Lemaître pour ses travaux de recherche en cosmologie
  - Prix spécial du jury du livre d'astronomie de Haute Maurienne pour Figures du ciel
- 2002 :
  - Grand prix au 7e festival du film de chercheur pour l'ensemble de son œuvre audiovisuelle
  - Prix du roman scientifique du festival d'Orsay pour Le Bâton d'Euclide
- 2003 : Grand prix du livre d'astronomie de Haute Maurienne pour Le Feu du ciel
- 2006 : Prix Paul Doistau-Émile Blutet de l'information scientifique de l'Académie des sciences
- 2007 :
  - Prix européen de la communication scientifique
  - Prix Océanes de la Ville du Havre pour Le Secret de Copernic
- 2008 : International G.B. Lacchini Prize from Italian Astroamateurs Union
- 2009 :
  - Prix Manley-Bendall de l'Académie nationale des sciences de Bordeaux pour Bonnes nouvelles des étoiles
  - Médaille de l'université Montpellier 2
- 2010 : Grand prix littéraire européen de l'ADELF (Association des écrivains de langue française) pour La Perruque de Newton
- 2016 : Prix littéraire Fulbert de Chartres pour L'Astronome de Samarcande
- 2021 :
  - Prix Jules-Janssen de la Société astronomique de France
  - Prix Kalinga de vulgarisation scientifique et médaille Einstein de l'UNESCO[41]

### Hommage
- L'astéroïde (5523) Luminet, découvert à l'observatoire Palomar en 1991, porte son nom en hommage à ses travaux en cosmologie[42].

#### Bases de données et dictionnaires
- Ressources relatives à la recherche :   - Cairn
  - Canal-U
  - Dimensions
  - Google Scholar
  - Isidore
  - Persée
  - ResearchGate
  - Semantic Scholar
- Ressources relatives à la littérature :   - Étonnants voyageurs
  - Internet Speculative Fiction Database
  - NooSFere
  - Printemps des poètes
- Ressource relative à plusieurs domaines :   - Radio France
- Ressource relative à l'audiovisuel :   - IMDb
- Notices d'autorité :   - VIAF
  - ISNI
  - BnF (données)
  - IdRef
  - LCCN
  - GND
  - Italie
  - CiNii
  - Espagne
  - Belgique
  - Pays-Bas
  - Pologne
  - Israël
  - NUKAT
  - Norvège
  - Tchéquie
  - Portugal
  - Corée du Sud